# Schismorhynchus labialis
Schismorhynchus labialis är en fiskart som först beskrevs av Seale, 1917.  Schismorhynchus labialis ingår i släktet Schismorhynchus och familjen Ophichthidae. Inga underarter finns listade i Catalogue of Life.